# Félix-Houphouët-Boigny nemzetközi repülőtér
A Félix-Houphouët-Boigny nemzetközi repülőtér (IATA: ABJ, ICAO: DIAP) Elefántcsontpart egyik nemzetközi repülőtere, amely Abidjan közelében található. Éves utasforgalma 2 187 868 fő (2018).

## Futópályák
A repülőtér futópályái:
- 03/21 (3000 m, 45 m, aszfalt)

## Forgalom
Az utasforgalom az elmúlt években az alábbi módon változott:
| Utasok száma | 1 253 000 | 1 083 000 | 964 907 | 912 068 | 961 643 | 1 178 362 | 1 460 732 | 2 069 366 | 2 271 700 | 1 647 832 |
|              | 1998      | 2000      | 2008    | 2010    | 2012    | 2013      | 2015      | 2017      | 2019      | 2021      |